# Romuald Ostrowski
Romuald Ostrowski (ur. 19 lutego 1919, zm. 16 sierpnia 2011 roku) – polski budowniczy, działacz Związku Harcerstwa Polskiego.

## Życiorys
Urodził się 19 lutego w Homlu na terenach dzisiejszej Białorusi. Syn Piotra Ostrowskiego i Marii Frąckiewicz. Po masowym exodusie Polaków ze wschodu osiadł z rodzicami w Sosnowcu, gdzie jego ojciec założył fabrykę baterii. Następnie przeprowadzili się do Jarosławia, gdzie jego ojciec założył zakład fotograficzny i instalował pierwsze radia. Wychowanie rodzinne sprawiło, że posiadł zamiłowanie do techniki i harcerstwa. Po ukończeniu szkoły powszechnej kontynuował naukę w Państwowej Szkole Budowlanej w Jarosławiu. W 1930 roku wstąpił do Związku Harcerstwa Polskiego, gdzie do 1959 roku zdobywał kolejne stopnie w harcerstwie. Następnie pracował na budowach w Warszawie, po wybuchu II wojny światowej powrócił do Jarosławia. W 1942 roku ożenił się z Anną Wojdałowicz (harcerką). W zakładzie fotograficznym swojego ojca w 1946 roku zdał egzamin czeladniczy. Podobnie jak wszyscy harcerze podczas wojny brał udział w ruchu oporu.
Po zakończeniu wojny wraz z Jerzym Zasowskim, Janem Tobiaszewiczem i Edwardem Nahorniakiem organizował Hufiec Męski w Jarosławiu; własnym kosztem zorganizował orkiestrę harcerską. Był organizatorem i wiceprezesem Harcerskiego Klubu Sportowego "Czuwaj". W wyniku sytuacji politycznej w Polsce działacze przedwojenni zostali odsunięci od pracy z młodzieżą. W 1948 roku prowadził budowy budynków użyteczności publicznej w Brodnicy, Lubawie, Nowym Mieście i Lipsku. Od 1948 roku na zlecenie Urzędu Wojewódzkiego zorganizował pierwszą placówkę budownictwa Kluczowego w Jarosławiu; Państwowych Przedsiębiorstw Budowlanych (późniejsze Z.B.M. i P.R.B.M.). Po likwidacji tej placówki od 1961 roku był dyrektorem M.Z.B.M. Od 1960 roku był biegłym sądowym z zakresu budownictwa. W 1963 roku ukończył roczne studium prawne z zakresu gospodarki uspołecznionej. Następnie był naczelnym inżynierem w Przedsiębiorstwie Budownictwa Komunalnego w Jarosławiu. Od 1947 roku był członkiem zarządu, a w latach 1977-2000 prezesem Stowarzyszenia Miłośników Jarosławia. Od 1986 roku był prezesem Społecznej Rady do spraw Kultury przy Naczelniku Miasta Jarosławia. Otrzymał liczne odznaczenia i wyróżnienia m.in.: Krzyż Kawalerski Orderu Odrodzenia Polski. Zmarł 16 sierpnia 2011 roku.